# Eichen
Die Eichen (Quercus), von althochdeutsch eih („Eiche, Eichbaum, Eichenbaum“, gelegentlich auch „Eichelbaum“) sind eine Pflanzengattung in der Familie der Buchengewächse (Fagaceae).

## Beschreibung

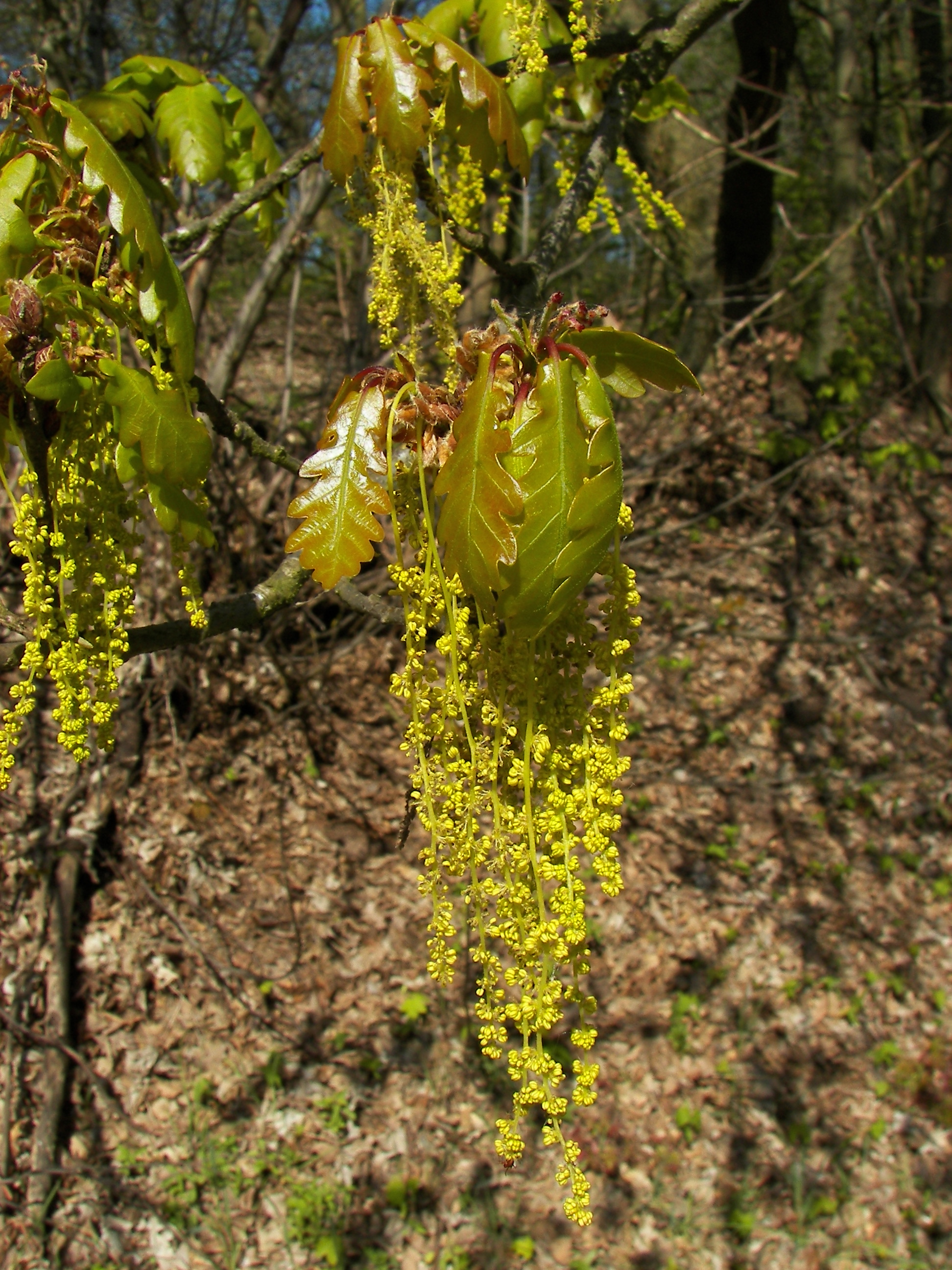
Blütenstände von Quercus petraea

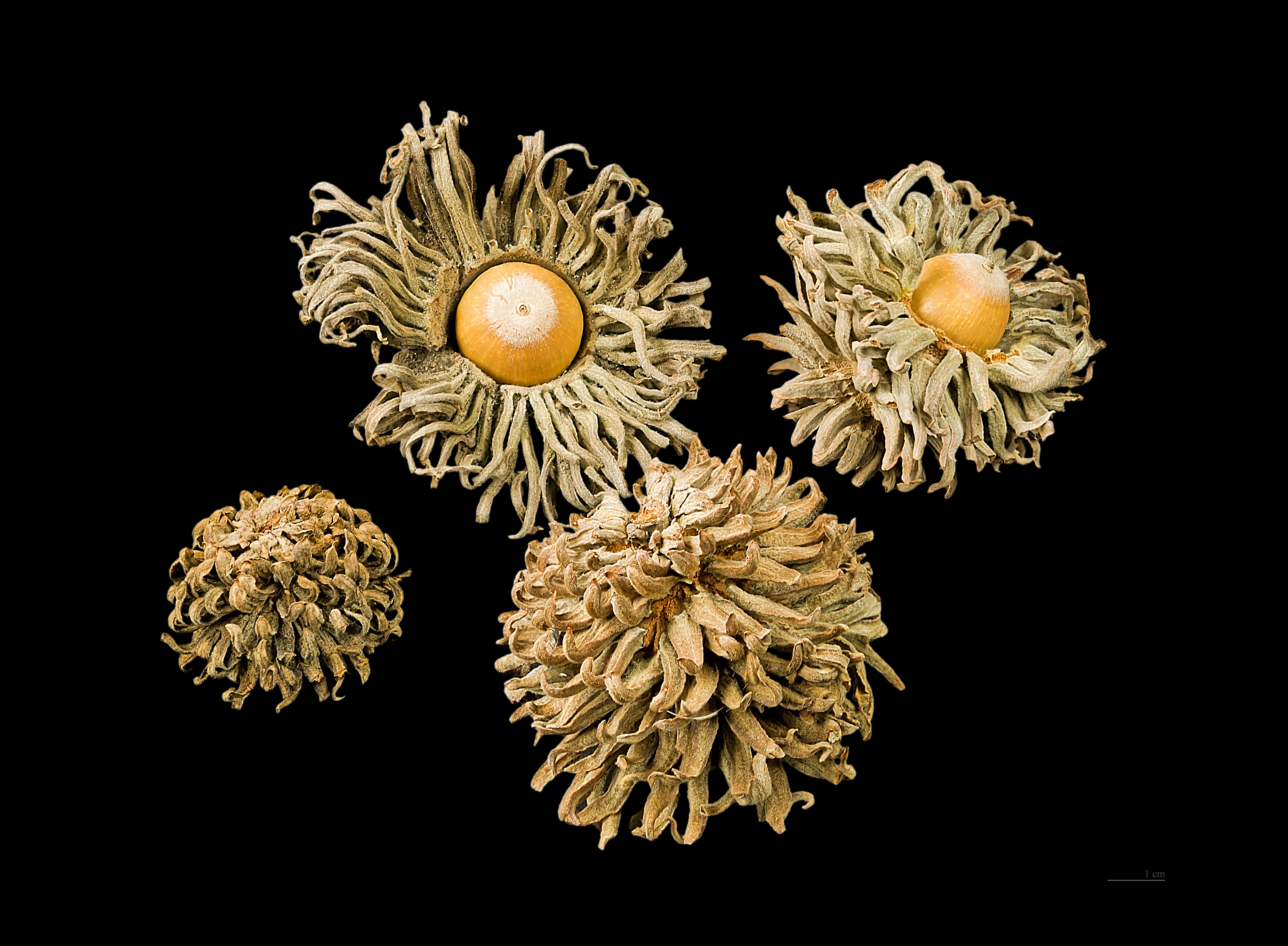
Eichel mit Cupula von Quercus ithaburensis subsp. macrolepis

### Vegetative Merkmale
Eichen-Arten sind sommergrüne oder immergrüne Bäume, seltener auch Sträucher. Die wechselständig und spiralig an den Zweigen angeordneten Laubblätter sind meist in Blattstiel und Blattspreite gegliedert. Die dünnen bis ledrigen, einfachen Blattspreiten sind gelappt oder ungelappt. Die Blattränder sind ganz oder teils stachel- oder grannenspitzig, gezähnt bis gekerbt. Die unscheinbaren, extrapetiolaren Nebenblätter fallen früh ab (nur bei Quercus sadleriana sind sie auffälliger). Bei einigen Arten kommt Marzeszenz bei den Blättern vor.
Je nach Standort und Sorte kann eine Eiche etwa 30 bis 50 Meter hoch und in manchen Fällen über 1000 Jahre alt werden.

### Generative Merkmale
Eichen-Arten sind einhäusig gemischtgeschlechtig (monözisch). Die meist zu mehreren an der Basis junger Zweige sitzenden Blütenstände sind eingeschlechtig. Die Blüten sind sehr einfach gebaut, wie es bei windbestäubten (anemophilen) Taxa häufig der Fall ist. Die männlichen Blüten sind in hängenden Blütenständen (Kätzchen) zusammengefasst. Die Blütenhüllblätter sind verwachsen. Die männlichen Blüten enthalten meist sechs (zwei bis zwölf) Staubblätter, es sind manchmal reduzierte Pistillode (sterile Stempel), in Form von Haarbüscheln, vorhanden. Die weiblichen Blüten enthalten meist drei (bis sechs) Fruchtblätter und einen Stempel mit mehreren Griffeln. Jede Cupula (Fruchtbecher, Hütchen) enthält nur eine weibliche Blüte.
Eichen sind insbesondere an ihrer Frucht, der Eichel (von althochdeutsch eihhila „das Junge der Eiche“), früher auch Aichel, Ecker und lateinisch glans genannt, zu erkennen und in den einzelnen Arten zu unterscheiden. Die Eichel ist eine Nussfrucht. Sie reifen im ersten oder zweiten Jahr nach der Bestäubung. Jede Nussfrucht ist von einem Fruchtbecher umgeben.
Die Chromosomengrundzahl beträgt x = 12.

## Ökologie
Schon von Alters her ist den Menschen aufgefallen, dass Eichen eine ungewöhnliche Vielfalt von Insekten beherbergen (bis zu 1000 Arten in einer Krone). Die Spezialisierung zahlreicher Insekten-Arten auf Quercus-Arten gilt als ein Zeichen des hohen entwicklungsgeschichtlichen Alters (Koevolution).
Viele Eichenarten (vor allem Korkeichen und mediterrane kalifornische Eichenarten) sind durch ihre dicke und gut regenerationsfähige Rinde gut an Brände angepasst. Zudem keimen ihre Eicheln gut und gern auf abgebranntem, konkurrenzfreiem Boden, was sie zu typischen Arten von Feuerökosystemen der Subtropen macht.
Eichen-Arten sind Nahrungshabitat der Raupen von vielen Schmetterlingsarten. Sie wird in Mitteleuropa nur von der Salweide übertroffen. Beide beherbergen über 100 Arten.

## Standorte der Eichen-Arten in Mitteleuropa
In Deutschland nehmen die Eichen nach der Vierten Bundeswaldinventur (2022) mit einer Fläche von 1,3 Millionen Hektar einen Anteil von 12 Prozent an der Waldfläche ein. Die Eichenfläche in den deutschen Wäldern hat sich zwischen 2002 und 2012 um 70.000 Hektar vergrößert. Die Eichen sind damit nach der Rotbuche die zweithäufigste Laubbaumgattung in Deutschland. Es handelt sich dabei hauptsächlich um die einheimischen Eichenarten Stieleiche und Traubeneiche. Die aus Nordamerika eingeführte Roteiche nimmt mit einer Fläche von 55.000 Hektar nur einen Anteil von 0,5 Prozent ein.
Eichen-Arten traten bereits im Tertiär auf. Sie finden sich fossil schon vor zwölf Millionen Jahren, etwa in Sedimenten der Niederrheinischen Bucht. Das im oligozänen/eozänen Baltischen Bernstein sehr häufige Sternhaar wird ebenfalls Eichen zugeschrieben. Auch Eichenblüten sind im Baltischen Bernstein nicht selten. Sehr gut belegt sind Eichen durch fossile Pollen (u. a. aus dem Miozän Österreichs, Islands, und dem Eozän Grönlands und der Vereinigten Staaten), die auf Grund ihrer Ornamentierung bestimmten Sektionen bzw. evolutionären Linien zugeordnet werden können. Aus der Verbreitung von fossilem Pollen und darauf basierenden molekularen Uhren kann geschlossen werden, dass die heutigen Hauptabstammungslinien der Eichen im unteren Eozän entstanden und diversifizierten. Im Paleozän Grönlands sowie der Oberen Kreide der Vereinigten Staaten konnten verschiedenste Pollen von sowohl ausgestorbenen als auch noch lebenden Fagaceae (Buchengewächse) nachgewiesen werden, Eichen fehlen jedoch. Die Zuordnung einiger kreidezeitlicher Pflanzenfossilien zu Quercus bzw. Quercophyllum ist indes umstritten.

## Systematik und Verbreitung
Bei dem römischen Autor Quintus Ennius (239–169 v. Chr.) findet sich der früheste literarische Beleg für den lateinischen Namen einer Quercus-Art, 'quercus'. Die Gattung Quercus wurde durch Carl von Linné 1753 in Species Plantarum, Tomus II, S. 994 und 1754 in Genera Plantarum, 5. Auflage, S. 431 aufgestellt.
Die Gattung Quercus wird bei Denk et al. 2017 in die (primär) neuweltliche Untergattung Quercus (Diversitätsmaximum in Nord- und Mittelamerika, ~ 30 Arten in Europa und Asien) mit fünf Sektionen, Quercus (Weißeichen im engeren Sinne), Lobatae (Roteichen), Ponticae, Protobalanus und Virentes (Engl. live oaks), und die altweltliche Untergattung Cerris mit drei Sektionen, Cerris (Zerreichen im engeren Sinne), Cyclobalanopsis und Ilex, unterteilt. Die klassische Unterteilung des letzten Jahrhunderts in zwei Untergattungen (oder Gattungen), zurückgehend auf Andres Sandø Ørsted, Cyclobalanopsis (sektion Cyclobalanopsis) und Quercus (alle anderen Eichen) fand keine Entsprechung in molekular-phylogenetischen Stammbäumen.
Quercus-Arten gibt es in Nordamerika, Mexiko, auf den Karibischen Inseln, in Zentralamerika, in Südamerika nur in Kolumbien, in Eurasien und in Nordafrika. Quercus ist die wichtigste Laubbaumgattung der Nordhalbkugel. Ein Schwerpunkt der Artenvielfalt ist Nordamerika.
Die Gattung Quercus enthält 400 bis 600 Arten, davon mindestens 280 in der Untergattung Quercus und mindestens 140 in der Untergattung Cerris. Hier eine Arten-Auswahl:

### UntergattungQuercusL.
- Sektion Quercus; Synonyme: (Eu-)Lepidobalanus, Leucobalanus, Mesobalanus; Weiß-Eichen: Sie ist in Eurasien, Nordafrika und Nordamerika verbreitet.
  - Europa, Westasien und Nordafrika:
    - Algerische Eiche (Quercus canariensis Willd. 1809): Sie kommt in Marokko, Algerien, Tunesien, im südlichen Portugal und in Spanien vor.[28]
    - Portugiesische Eiche (Quercus faginea Lam. 1785): Die etwa drei Unterarten kommen in Marokko, Portugal, Spanien und auf den Balearen vor.[28]
    - Ungarische Eiche (Quercus frainetto Ten. 1813): Sie kommt in Süditalien, auf dem Balkan und in Ungarn vor.
    - Hartwiss-Eiche (Quercus hartwissiana Steven 1857): Verbreitet von Bulgarien bis in den Kaukasus.
    - Gall-Eiche (Quercus infectoria Olivier 1801): Die etwa zwei Unterarten kommen von Griechenland bis zum südwestlichen Iran vor.[28]
    - Persische Eiche (Quercus macranthera Fischer & C.A.Mey. 1838): Das Verbreitungsgebiet liegt in der Türkei, im Nord-Iran und im Südosten des Kaukasus.
    - Traubeneiche (Quercus petraea (Mattuschka 1777) Liebl. 1784): Ihr Verbreitungsgebiet reicht von Italien und Nordgriechenland im Süden bis zu den Britischen Inseln und Südskandinavien im Norden; von Nordspanien im Westen bis Polen, Südwestrussland und dem Schwarzen Meer bis zum nördlichen Iran im Osten.
    - Flaumeiche (Quercus pubescens Willd. 1796): Sie ist von West- über das südliche Mittel-, Süd- und Südosteuropa bis nach Kleinasien und zum Kaukasusraum verbreitet.
    - Pyrenäen-Eiche (Quercus pyrenaica Willd. 1805): Sie kommt im westlichen Mittelmeerraum vor.
    - Stieleiche oder Deutsche Eiche (Quercus robur L. 1753): Sie kommt in fast ganz Europa vor sowie im Kaukasus und in der Türkei.
      - Säuleneiche (Pyramideneiche) (Quercus robur f. fastigiata (Lam. 1785) O.Schwarz 1937): Diese Sippe wird als gärtnerische Auslese, also als Sorte 'Fastigiata' betrachtet.

  - Ost-, Südost- und Südasien:
    - Orientalische Weiß-Eiche (Quercus aliena Blume 1851): Sie kommt in fünf Varietäten von Japan bis Indochina vor.[28]
    - Japanische Kaiser-Eiche (Quercus dentata Thunb. 1784): Sie kommt in Japan, Korea, im Westen und Norden von China und im östlichen Russland vor.
    - Quercus lanata Sm. 1814: Sie kommt im Himalayagebiet sowie dem südlichen und südöstlichen Asien vor.
    - Mongolische Eiche (Quercus mongolica Fisch. ex Turcz., Syn.: Quercus crispula Blume): Sie ist im östlichsten Russland, Nordchina, Korea und im nördlichen Japan verbreitet.

  - Amerika:
    - Amerikanische Weiß-Eiche (Quercus alba L. 1753): Sie ist in Nordamerika weitverbreitet.[7]
    - Arizona-Eiche (Quercus arizonica Sarg. 1895): Sie kommt von den südlichen US-Bundesstaaten Arizona, New Mexico, Texas bis zu den mexikanischen Bundesstaaten Chihuahua, Coahuila, Durango sowie Sonora vor.[7]
    - Zweifarbige Eiche (Quercus bicolor Willd. 1801): Sie ist in Nordamerika weitverbreitet.[7]
    - Blau-Eiche (Quercus douglasii Hook. & Arn. 1840): Sie gedeiht in Höhenlagen von 0 bis 1200 Metern nur in Kalifornien.[7]
    - Quercus engelmannii Greene 1889: Sie kommt nur vom südlichen Kalifornien in den USA bis ins nördliche Baja California in Mexiko vor; von der Insel Catalina sind nur wenige kleine Fundorte bekannt.[7]
    - Gambel-Eiche (Quercus gambelii Nutt. 1847): Sie kommt in den westlichen, zentralen und südlichen Vereinigten Staaten bis zu den nördlichen mexikanischen Bundesstaaten Chihuahua, Coahuila sowie Sonora vor.[7]
    - Oregon-Eiche (Quercus garryana Douglas ex Hook. 1838)
    - Kalifornische Weiß-Eiche (Quercus lobata Née 1801)
    - Leierblättrige Eiche (Quercus lyrata Walt. 1788)
    - Großfrüchtige Eiche (Quercus macrocarpa Michx. 1801): Die vielleicht zwei Varietäten kommen vom südlichen Kanada bis Alabama vor.[28]
    - Korb-Eiche (Quercus michauxii Nutt. 1818): Das Verbreitungsgebiet liegt in Nordamerika.
    - Kastanien-Eiche (Quercus montana Willd. 1805): Das Verbreitungsgebiet liegt in Nordamerika.
    - Gelbe Eiche (Quercus muehlenbergii Engelm. 1877): Das Verbreitungsgebiet liegt in Nordamerika.
    - Quercus stellata Wangenh. 1787: Kommt in neun Varietäten im Osten und Südosten der Vereinigten Staaten vor.[29]:96–97

- Sektion Lobatae Loudon; Synonym: Erythrobalanus; Roteichen: Sie sind von Nord-, über Zentral- bis Südamerika verbreitet:
  - Quercus acerifolia (E.J.Palmer 1927) Stoynoff & Hess 1990: Sie kommt in Arkansas vor.[28]
  - Kalifornische Steineiche (Quercus agrifolia Née 1801): Sie kommt vom westlichen Kalifornien bis ins mexikanische Baja California Norte vor.[28]
  - Quercus arkansana Sarg. 1911: Sie kommt im östlichen Texas, in Arkansas, Louisiana, Alabama, Georgia, im nordwestlichen Florida und vielleicht auch in Mississippi vor.[28]
  - Quercus buckleyi Nixon & Dorr 1985: Sie kommt in den US-Bundesstaaten Oklahoma sowie Texas vor.[28]
  - Quercus canbyi Trel. 1924 (Syn.: Quercus graciliformis C.H.Mull. 1934): Sie kommt von Texas bis ins nordöstliche Mexiko vor.[28]
  - Scharlach-Eiche (Quercus coccinea Münchh. 1770)
  - Quercus ellipsoidalis E.J.Hill 1899: Sie kommt in den Vereinigten Staaten und im südwestlichen Ontario vor.[28]
  - Quercus emoryi Torr. 1848: Sie kommt von Arizona bis ins westliche Texas und ins nördliche Mexiko vor.[28]
  - Sichelblättrige Eiche (Quercus falcata Michx. 1801)
  - Quercus georgiana M.A.Curtis 1849: Sie kommt in den US-Bundesstaaten Georgia, Alabama, North Carolina und kam früher auch in South Carolina vor.[28]
  - Quercus gravesii Sudw. 1927: Sie kommt vom südwestlichen Texas bis zu mexikanischen Bundesstaat Coahuila vor.[28]
  - Quercus hemisphaerica W.Bartram ex Willd. 1805: Sie kommt von den südöstlichen Vereinigten Staaten bis Texas vor.[28]
  - Mexikanische Weideneiche (Quercus hypoleucoides A.Camus 1932): Sie kommt in den südwestlichen USA sowie im nordwestlichen Mexiko vor.
  - Busch-Eiche (Quercus ilicifolia Wangenh. 1787)
  - Schindel-Eiche (Quercus imbricaria Michx. 1801)
  - Quercus incana W.Bartram 1791: Sie kommt von den südöstlichen Vereinigten Staaten bis Oklahoma und Texas vor.[28]
  - Quercus inopina Ashe 1929: Sie kommt nur in Florida vor.[28]
  - Kalifornische Schwarzeiche (Quercus kelloggii Newb. 1858)
  - Gabel-Eiche (Quercus laevis Walt. 1788): Sie kommt in den südöstlichen Vereinigten Staaten vor.[28]
  - Quercus laurifolia Michx. 1801: Sie kommt von den südöstlichen Vereinigten Staaten bis Oklahoma und Texas vor.[28]
  - Schwarz-Eiche (Quercus marilandica (L. 1753) Muenchh. 1770)
  - Myrtenblättrige Eiche (Quercus myrtifolia Willd. 1805): Sie kommt in den südöstlichen Vereinigten Staaten vor.[28]
  - Wasser-Eiche (Quercus nigra L. 1753): Sie kommt in den zentralen und in den östlichen Vereinigten Staaten vor.[28]
  - Quercus pagoda Raf. 1838: Sie kommt in den östlichen, den südöstlichen und den zentralen Vereinigten Staaten vor.[28]
  - Sumpf-Eiche (Quercus palustris Münchh. 1770)
  - Quercus parvula Greene 1887: Auf Santa Cruz Island und an der Küste Kaliforniens.
  - Quercus phellos L. 1753
  - Quercus pumila Walter 1788: Sie kommt in den südöstlichen Vereinigten Staaten vor.[28]
  - Quercus robusta C.H.Mull. 1934: Dieser Endemit kommt nur in den Chisos Mountains in Texas vor.[28]
  - Roteiche oder Amerikanische Spitzeiche (Quercus rubra L. 1753): Kommt ursprünglich an der Ostküste Nordamerikas zwischen Texas und Ontario bis über 1600 m Höhe vor. Ab Anfang des 18. Jh. in Europa als Forstbaum eingeführt.
  - Shumards-Eiche (Quercus shumardii Buckl. 1860): Sie kommt in drei Varietäten in den zentralen und den östlichen Vereinigten Staaten sowie im südlichen Ontario vor.[28]
  - Quercus tardifolia C.H.Mull. 1936: Sie kommt von den Chisos Mountains in Texas bis zum mexikanischen Bundesstaat Coahuila vor.[28]
  - Quercus texana Buckley 1860: Sie kommt in den zentralen und in den südöstlichen Vereinigten Staaten vor.[28]
  - Färber-Eiche (Quercus velutina Lam. 1785)
  - Quercus viminea Trel. 1924: Sie kommt im nördlichen und westlichen Mexiko und im südlichen Arizona vor.[28]
  - Quercus wislizeni A. DC. 1864: Sie kommt in zwei Varietäten in Kalifornien und im mexikanischen Bundesstaat Baja California Norte vor.

- Sektion Protobalanus (Trel.) O.Schwarz: Die etwa fünf Arten kommen von den südwestlichen Vereinigte Staaten bis ins nordwestliche Mexiko vor:
  - Quercus chrysolepis Liebmann 1854
  - Quercus palmeri (Engelmann 1877) Engelmann 1879: Sie kommt im südlichen Kalifornien, in Arizona und in Mexiko im nördlichen Baja California vor.[28]
  - Quercus tomentella Engelmann 1877: Sie kommt auf den kalifornischen Kanalinseln, im mexikanischen Bundesstaat Baja California und auf der Insel Guadalupe vor.[28]
  - Quercus vacciniifolia Hittell 1863: Sie kommt in den US-Bundesstaaten südwestliches Oregon, westliches Nevada und Kalifornien vor.[28]

- Sektion Ponticae Stefanoff, je eine Art in Europa (Kaukasus) und im westlichen Nordamerika (Oregon, Kalifornien):
  - Armenische Eiche (Quercus pontica K.Koch 1849)
  - Quercus sadleriana R.Br. 1871: Vorwiegend in den Klamath Mountains, morphologisch sehr ähnlich Quercus pontica[30] und genetisch als einzige Schwesterart aufgelöst.[27]

- Sektion Virentes Loudon: Die etwa sieben Arten sind von den südöstlichen Vereinigte Staaten über Mexiko bis Costa Rica und Kuba verbreitet:[31]
  - Quercus brandegeei Goldman 1916: Sie kommt im nördlichen Mexiko vor.[28]
  - Quercus sagrana Nutt. 1842 (Syn.: Quercus cubana A.Rich. 1950): Sie kommt im westlichen Kuba vor.[28]
  - Quercus geminata Small 1897:  Sie kommt in den südöstlichen Vereinigten Staaten vor.[28]
  - Quercus fusiformis Small 1903: Sie kommt vom südwestlichen Oklahoma bis ins nordöstliche Mexiko vor.[28]
  - Quercus minima (Sarg. 1895) Small 1897: Sie kommt in den südöstlichen Vereinigten Staaten vor.[28]
  - Quercus oleoides Schltdl. & Cham. 1830: Sie kommt von Mexiko bis Costa Rica vor.[28]
  - Virginia-Eiche oder Lebens-Eiche (Quercus virginiana Mill. 1768)

### UntergattungCerrisOerst.
- Sektion Cerris Loudon; Zerr-Eichen; Vorkommen: Europa, Nordafrika, Asien:
  - Japanische Kastanien-Eiche, auch „Gesägte Eiche“ oder „Seidenraupen-Eiche“ (Quercus acutissima Carruth. 1861)
  - Kastanienblättrige Eiche (Quercus castaneifolia C.A.Meyer 1831)
  - Zerr-Eiche (Quercus cerris L. 1753)
  - Quercus ithaburensis Decne. 1835 Es gibt etwa zwei Unterarten:
    - Quercus ithaburensis subsp. ithaburensis: Sie kommt von der zentralen und südlichen Türkei bis ins nordwestliche Jordanien vor.[28]
    - Quercus ithaburensis subsp. macrolepis (Kotschy 1860) Hedge & Yalt. 1981 (Syn.: Quercus macrolepis Kotschy 1860): Sie kommt im südöstlichen Italien und von der Balkanhalbinsel bis Syrien vor.[28]
    - Quercus ithaburensis subsp. macrolepis var. aegaeica Liakas: Die Laubblätter bei dieser Variation sind breiter und noch weißlicher, die Baumkrone ist elliptisch flach. Vorkommen im südöstlichen Griechenland, auf den ägäischen Inseln und südwestliche Küsten der Türkei.[32]

  - Libanon-Eiche (Quercus libani Olivier 1801)
  - Quercus serrata Murray 1784: Sie kommt in weiten Gebieten Chinas, in Taiwan, Korea und Japan vor.[2]
  - Korkeiche (Quercus suber L. 1753)
  - Mazedonische Eiche (Quercus trojana Webb 1839)
  - Chinesische Korkeiche (Quercus variabilis Blume 1851): Sie kommt in weiten Gebieten Chinas, in Taiwan, Korea und Japan vor.[2]

- Sektion Cyclobalanopsis (Oerst.) Benth. & Hook.f.; Vorkommen: Asien:
  - Immergrüne Japanische Eiche, auch Japanische Roteiche genannt (Quercus acuta Thunb. 1784): Sie ist eine wichtige Baumart in immergrünen Lorbeerwäldern in Japan, Südkorea und Taiwan.[33]
  - Blaue Japanische Eiche (Quercus glauca Thunb. 1784): Sie kommt vom Himalaja bis Japan vor.[28]
  - Kerr-Eiche (Quercus kerrii Craib 1911)
  - Bambusblättrige Eiche, auch Japanische Weißeiche genannt (Quercus myrsinifolia Blume 1851): Sie kommt in Japan, in Korea und von China bis Indochina vor.[28]

- Sektion Ilex Loudon; Synonym: Heterobalanus; Vorkommen: Nordafrika, Europa, Asien:
  - Erlenblättrige Eiche (Quercus alnifolia Poech 1842)
  - Kermeseiche (Quercus coccifera L. 1753, inkl. Quercus calliprinos Webb 1838)
  - Steineiche (Quercus ilex L. 1753)
  - Quercus rotundifolia Lam. 1785: Wird von manchen Autoren auch als Unterart Quercus ilex subsp. rotundifolia (Lam. 1785) Trab. 1890 der Steineiche angesehen.

### Informationen zu den in Mitteleuropa häufig zu findenden Arten
Die in Mitteleuropa heimische Stiel- und Traubeneiche sind typische Arten der Weißeichen, wobei diese beiden Arten in weiten Bereichen gemeinsam vorkommen und zur Bastardisierung neigen, daher häufig nicht eindeutig zu differenzieren sind.
Sie sind sogenannte Lichtbaumarten, das heißt, sie benötigen im Wachstum mehr Licht als etwa die Rotbuche und bilden selbst offene, lichte Kronen. Die Nutzung von Wäldern zur Waldweide (Hutewald) hat deshalb die Ausbildung von Eichenwäldern gefördert, weil die weidenden Tiere den Nachwuchs der Rotbuchen gehemmt haben, da dieser schlechter mit Verbiss zurechtkommt und ein geringeres Ausschlagvermögen aufweist. Das verkernende Holz der Weißeichen ist sehr dauerhaft und wurde viel im Schiffbau verwendet. Die beiden in Mitteleuropa heimischen Arten bieten weit über 500 Insektenarten einen Lebensraum. Weitere Informationen siehe Hauptartikel dieser beiden Arten.
Zur ursprünglich im östlichen Nordamerika heimischen Roteiche, die in den Gemäßigten Gebieten angepflanzt wird, siehe Hauptartikel.

## Kultur

### Religion
In den alten Religionen, Mythen und Sagen war die Eiche ein heiliger Baum. Häufig wurde sie mit blitztragenden Göttern oder Götterfürsten in Verbindung gebracht.
- Christentum: Die Eiche gilt als Lebensbaum, sie steht in ihrem dauerhaften Holz und dem langen Leben des Baumes für das ewige Leben und das ewige Heil. Auch wurde der Baum mit der glaubensstarken Heiligen Maria in Verbindung gebracht. Die Eiche findet sich in der Gotik und der frühen Neuzeit etwa auf Bibeleinbänden.
- Antikes Griechenland: dem Zeus geweiht bei den Griechen (Eichenorakel von Dodona)
- Rom: dem Jupiter geweiht bei den Römern,
- Kelten: Dem Himmelsherrscher und Wettergott Taranis gewidmet. Durch den römischen Geschichtsschreiber Plinius dem Älteren ist überliefert, dass die Kelten ohne Eichenlaub keine kultischen Handlungen vollzogen. Nach einer Herleitung könnte das Wort Druide für Priester von der festlandkeltischen Wurzel dru abgeleitet sein.
- Germanen: dem Gewittergott Donar (= Thor) geweiht. Der Legende nach fällte der heilige Bonifatius (Apostel der Deutschen) im Jahr 723 die Donareiche bei Geismar, um den zu bekehrenden Heiden zu beweisen, dass ihr Gott ein ohnmächtiges Wesen sei, das nicht einmal seinen Baum schützen könne.

### Recht
- Wegen der religiösen Bedeutung wurde unter den Eichen (wie auch unter Linden[36]) Gericht gehalten (Gerichtsbäume, zum Beispiel Femeiche).

### Symbolik
- Symbol für die Ewigkeit (ein Eichenleben überdauert 30 Generationen)
- „Eichenbaum“
  - Deutschland: seit dem 18. Jahrhundert typischer deutscher Wappenbaum; insbesondere von Klopstock beförderter deutscher Nationalbaum – Bräutigamseiche, ein Naturdenkmal in Schleswig-Holstein
  - Großbritannien
  - Vereinigte Staaten
- „Doppeleiche“
  - Symbol für die Einheit Schleswig-Holsteins. In vielen Dörfern des Landes wurden um 1900 Doppeleichen, das heißt zweistämmige Eichen, gepflanzt. Im Schleswig-Holstein-Lied heißt es: Teures Land, du Doppeleiche, unter einer Krone Dach.

- „Eichenlaub“
  - Ornament in der Gotik
  - Bestandteil von militärischen Rang- oder Ehrenzeichen:
    - Schulterstücke der Stabsoffiziere und Generale der deutschen und vieler anderer Armeen.
    - Ritterkreuz des Eisernen Kreuzes
    - Barettabzeichen der Jägertruppe der Bundeswehr (leichte Infanterie)
    - Uniformzeichen der Absolventen des Einzelkämpferlehrgangs der Bundeswehr

  - Bestandteil deutscher Münzen
    - Vorderseiten vieler Münzen der Goldmark, Reichsmark, Mark der DDR und Deutschen Mark
    - Rückseiten der Pfennigstücke der Deutschen Mark (1–10 Pfennig Eichenlaub, 50 Pfennig Eichen-Pflanzerin)
    - Rückseiten der deutschen Euromünzen zu 1, 2 und 5 Cent.
- „Eicheln“
  - Blattfarbe im Deutschen Blatt und im Schweizer Blatt (Kartenspiel)
- „Eichenkranz“
  - Bürgerkrone im Römischen Reich
  - Aufhängung des finnischen Ordens des Freiheitskreuzes
  - Parteiabzeichen der NSDAP; der Adler als Hoheitszeichen hielt einen Eichenkranz in den Fängen
  - Umfassung der Barettabzeichen der Bundeswehr
- „Friedenseiche“
  - Friedenseichen wurden in Deutschland an vielen Orten als Symbol gepflanzt, insbesondere nach dem Deutsch-Französischen Krieg 1870–1871.

- Widerstandseiche
  - Beispiel: Als am 30. Mai 1989 der Baustopp der Wiederaufarbeitungsanlage Wackersdorf bekannt gegeben wurde, pflanzte man in Pfreimd als Symbol für eine „unverstrahlte“ Zukunft eine Widerstands-Eiche.
- „Olympia-Eiche“
  - Anlässlich der Siegerehrung der Goldmedaillengewinner bei den Olympischen Sommerspielen 1936 wurde zusätzlich ein Eichensetzling in einem Tontopf mit der Aufschrift „Wachse zur Ehre des Sieges – rufe zur weiteren Tat“ überreicht.

### Lieder
- Auch im deutschen Liedgut kommt der Eiche eine herausragende Bedeutung bei, wie etwa beim Niedersachsenlied: „(…) Fest wie uns’re Eichen halten allezeit wir stand, wenn Stürme brausen über’s deutsche Vaterland.“

### Sonstiges
- Der Volksmund legt nahe, dass Eichen häufiger als andere Bäume vom Blitz getroffen werden („Eichen sollst du weichen, Buchen sollst du suchen“). Diese Aussage ist unwahr, vergleiche auch den Artikel über Blitze, Abschnitt „Verhalten bei Gewittern“.
- Der Künstler Joseph Beuys präsentierte in Kassel zur documenta 7 das Werk „7000 Eichen“.
- Die Eiche ist der Baum des Jahres 2016 in Österreich.[37]

## Nutzung

### Eichenholz (Stiel- und Traubeneiche)
Eichenstämme haben in ihrer Mitte das graubräunliche Kernholz, welches durch die eingelagerte Gerbsäure den typischen sauer-würzigen Eichengeruch erhält; zur Rinde hin und scharf abgegrenzt sind zwei bis fünf Zentimeter helles, junges, noch saftdurchflossenes Holz, das Splintholz.
Das Holz der Stiel- und Traubeneiche hat eine Rohdichte bei Darrfeuchte (p0) von 0,39 bis 0,93 g/cm³, im Mittel 0,65 g/cm³, es ist hart und gut spaltbar.
Weitere technische Daten:
- Elastizitätsmodul aus Biegeversuch E: 13.000 N/mm²,
- Zugfestigkeit längs Sigma ZB: 110 N/mm²,
- Druckfestigkeit längs Sigma DB: 52 N/mm²,
- Biegefestigkeit längs Sigma BB: 95 N/mm²,
- Bruchschlagarbeit Omega 60–75 kJ/m²,
- Härte nach Brinell: längs 64–66 N/mm², quer 34–41 N/mm²

Das wertvolle Hartholz gut gewachsener Stämme wird bevorzugt zu Furnieren verarbeitet. Eichenes Kernholz hat eine hohe Verrottungsbeständigkeit und wird selten von Wurmfraß befallen. Splint dagegen sehr schnell.
Das Kernholz von Stiel- und Traubeneiche wird einer höheren Dauerhaftigkeitsklasse zugeordnet als die heimischen Nadelhölzer und die meisten Laubhölzer wie etwa Ahorn, Birke, Buche, Erle, Esche, Linde, Meranti, Roteiche und Ulme. Das Holz von Eiche und Esche ähnelt sich in Färbung und Maserung und ist leicht zu verwechseln.
Eichenholz wird für Möbel, Treppen, Fußböden, Außentüren und Fenster, Fachwerk und im Wasserbau eingesetzt. Von allen Eichenarten eignen sich nur ungefähr 180 zur Herstellung von Weinfässern, siehe auch Barrique. Eichenholzchips werden zur Aromatisierung von Wein verwendet.
Eichenholz ist ein gutes Brennholz mit geringem Funkenflug. Sein Flammenbild ist jedoch nicht so schön wie bei Buchen- und Birkenholz oder bei Obsthölzern; außerdem ist der Heizwert etwas niedriger als bei der Rotbuche.

### Mooreiche
Eine Besonderheit stellt die Mooreiche dar. Dabei handelt es sich nicht um eine Baumart, sondern um Eichenstämme, die über Jahrhunderte in Mooren, Sümpfen oder in Flussufern gelegen hatten und ausgegraben wurden. Die Gerbsäure des Eichenholzes verbindet sich mit den Eisensalzen des Wassers, wodurch das Holz sehr hart wird und sich stark verfärbt. Die Verfärbung kann sehr unregelmäßig sein und variiert von hellgrau über dunkelgelb, dunkelbraun, blaugrau bis tiefschwarz. Diese subfossilen Eichen können 600 bis 8500 Jahre alt sein.

### Eicheln
Die Früchte (Eicheln) sind reich an Kohlenhydraten und Proteinen und wurden zur Eichelmast genutzt. Man trieb die Schweine zur Waldweide in die Wälder, die häufig als Mittelwald betrieben wurden. In ur- und frühgeschichtlicher Zeit sowie in Notzeiten wurden Eicheln von Menschen als Nahrungsmittel genutzt. Von nordamerikanischen Indianern (z. B. den Maidu) wurden Eicheln regelmäßig als Grundnahrungsmittel genutzt.
Zur Verwendung als Nahrung müssen die geschälten und zerstoßenen Eicheln durch mehrmaliges Baden in Wasser allmählich von den wasserlöslichen Gerbstoffen befreit werden, was sich durch die ausbleibende Verfärbung des Wassers leicht erkennen lässt, wobei eine höhere Temperatur den Vorgang beschleunigt. Sie enthalten in hohen Mengen Tannine. Danach können sie, zum Beispiel als Mehlersatz für Breie und Kuchen oder als Kaffeeersatz „Muckefuck“, verarbeitet werden. Bei letzterer Verwendung wird die Gerbsäure teilweise auch im Mehl belassen, etwa aus medizinischen Gründen. In Korea wird die rohe Eichelnpaste zu Dotori-muk (도토리묵) verarbeitet, ein Eichengelee, eine Form davon ist Dotori-muk muchim (도토리묵무침), auch Eichennudeln werden hergestellt; eine koreanische Form ist Dotori-guksu (도토리국수), in Japan gibt es ähnliche.
Eichel-Malz eignet sich zur Bierherstellung.

### Rinde
Die den Gerbstoff Tanninsäure enthaltende Eichenrinde, etwa von Quercus robur, wurde seit der Antike zum Färben bzw. zur Herstellung von Textilfarben benutzt und fand auch Verwendung in der Heilkunde. Aus der jungen, glatten Rinde wurden Gerbstoffe für die Lohgerberei gewonnen (Eichenschälwald). Die in der Eichenrinde enthaltene Gallussäure wurde in Verbindung mit Eisensalzen zur Herstellung von Eisengallustinte verwendet.
Die Borke der Korkeiche (Quercus suber) wird als Kork zur Herstellung von Korken, Korkfußböden und mehr verwendet.
In der Volksheilkunde wurde borkenlose Eichenrinde (die „innere Rinde“; vgl. Bast und Kambium) genutzt, um Entzündungen der Schleimhäute zu heilen.

### Gallen
Aus den Galläpfeln (Knoppern, lateinisch gallae), die von der gemeinen Eichengallwespe hervorgerufen werden, hat man früher dokumentenechte Eisengallustinte gewonnen oder sie zum Färben und Gerben verwendet.

### Fruchtbecher
Die Fruchtbecher (Cupulae, hier Eichelkelche) einiger Arten (auch Wallonen, Valonen, Valonea, Acker-, Eckerdoppen, manchmal auch Knoppern, Trillo; die Schuppen) wurden früher zum Gerben verwendet.

## Medizin und Pharmakologie
Alle Teile der Eiche (früher lateinisch auch Arbor glandis, „Eichelbaum“, von lateinisch glans für ‚Eichel‘, genannt und meist auf die Traubeneiche bezogen) sind wegen der enthaltenen Gerbstoffe leicht giftig und können zu gastrointestinalen Symptomen (Magenschleimhautreizung, Erbrechen, Durchfälle) führen (siehe dazu den Artikel: Liste giftiger Pflanzen). Als Heilpflanze wurde und wird die Eiche allerdings geschätzt. Als harntreibend geltende Eicheln fanden früher bei der Behandlung der „Harnwinde“ (Strangurie) eine heilkundliche Anwendung.  Die Eichenblätter (folia quercus) fanden ebenfalls Anwendung. Auch die bis ins Mittelalter für die Frucht der Eiche gehaltene Eichenmistel fand magische und therapeutische Verwendung.
Die im Eichenholz enthaltenen Tannine und Aldehyde können beim Einatmen allergische Reaktionen (Rhinitis, Asthma) hervorrufen.

## Bekannte Eichen

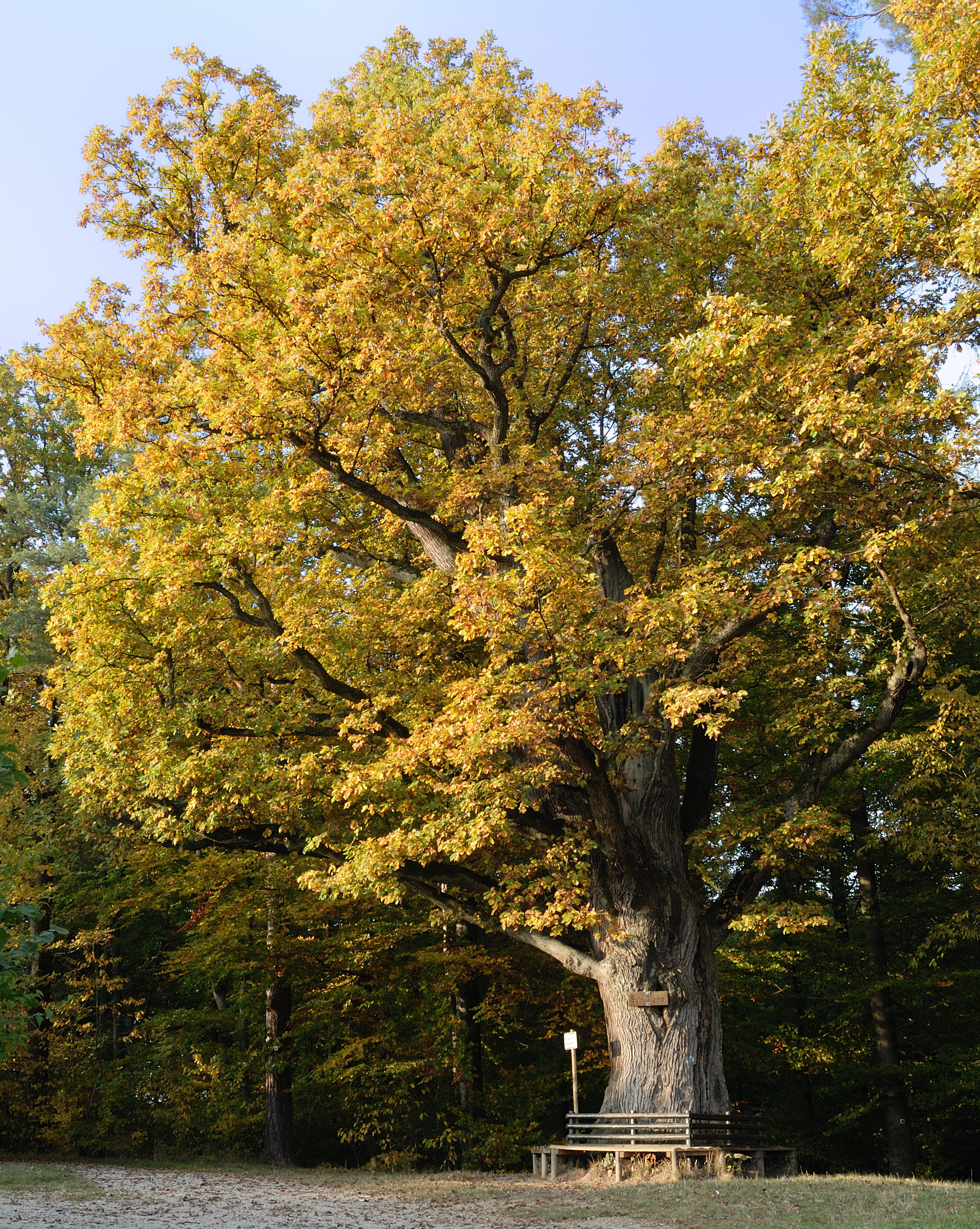
Bühleiche in Plochingen-Stumpenhof (Traubeneiche mit über 1,7 Meter Durchmesser)

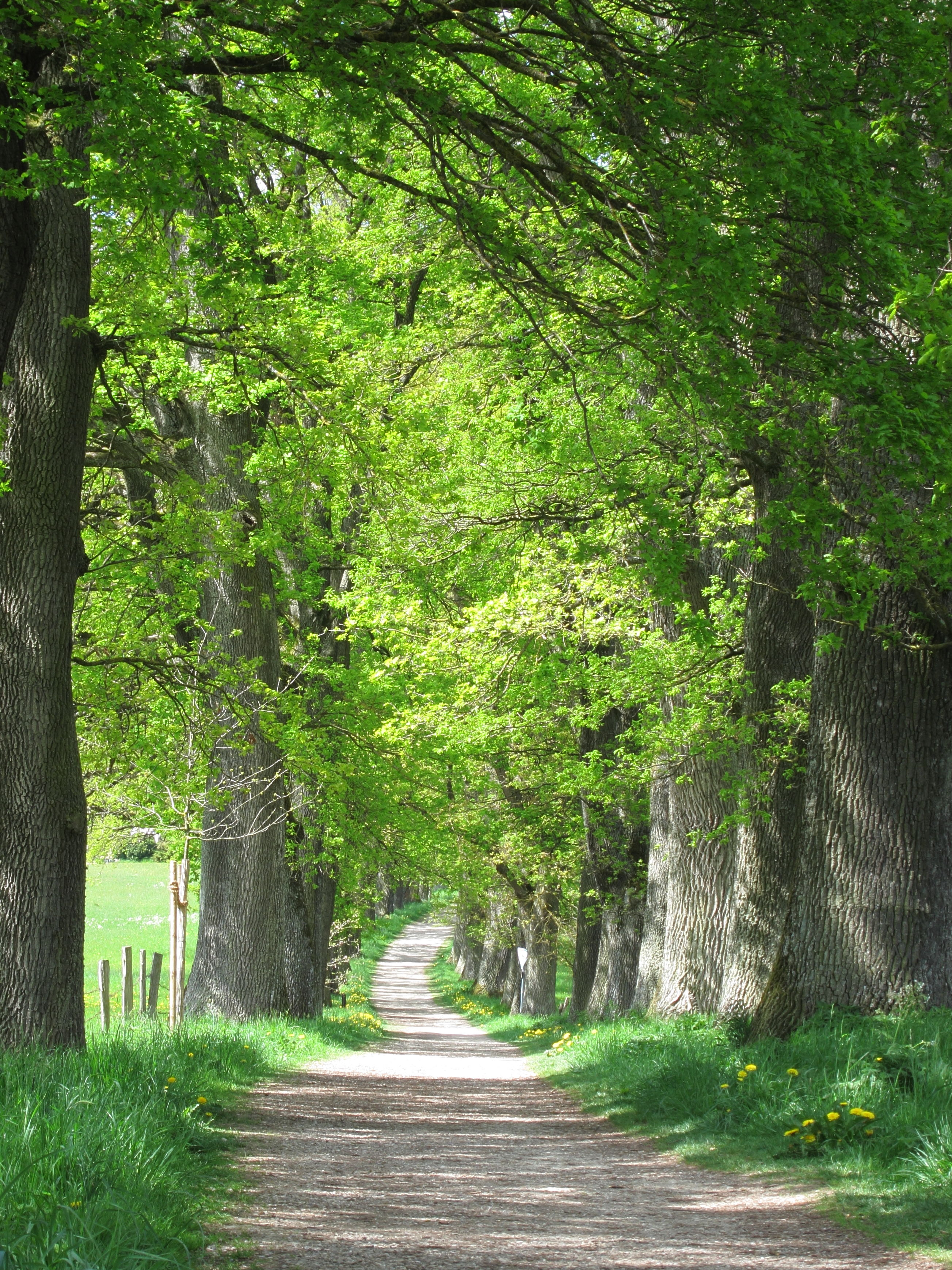
Allee aus Eichen

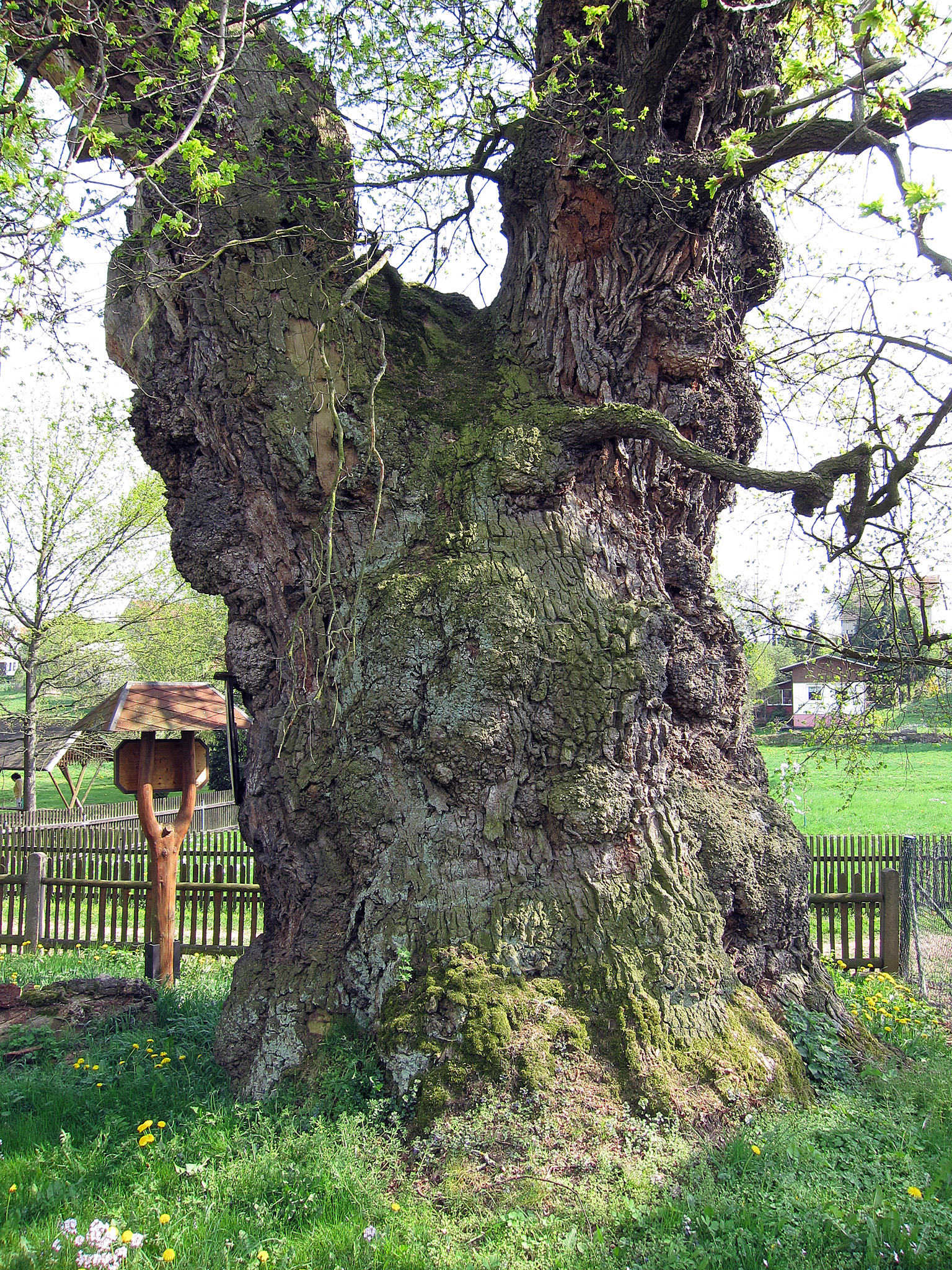
Dicke Eiche (Eisenach) in Berteroda

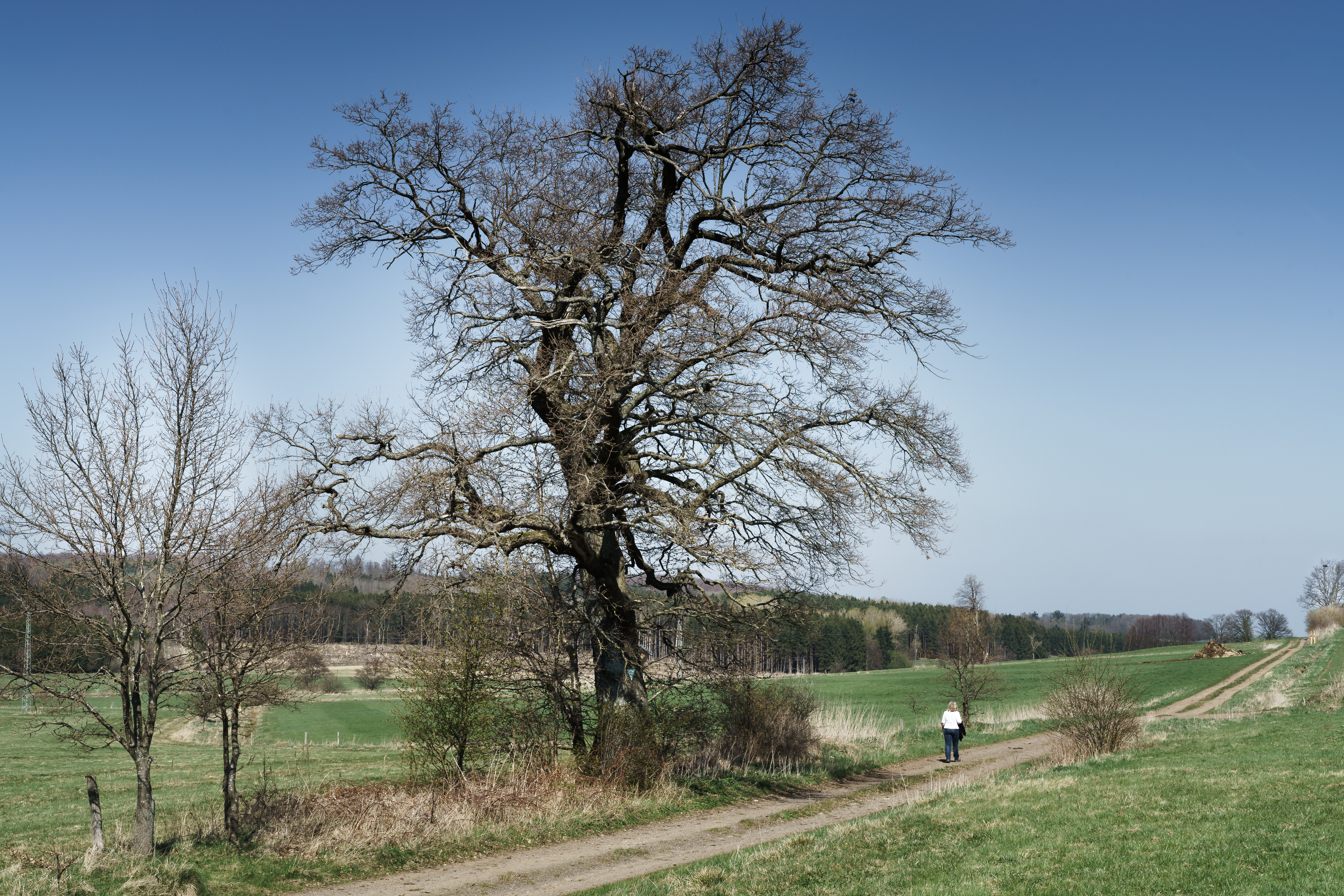
Eiche als Naturdenkmal – Eiche in der Kreuzwiese in Engelrod

Informationen zu Eichenexemplaren, die aufgrund ihres überdurchschnittlichen Stammumfangs bemerkenswert sind, können in den beiden folgenden Listen nachgelesen werden:
- Liste der dicksten Eichen in Deutschland
- Liste der Eichen Europas mit einem Stammumfang ab zehn Metern

Ergänzend dazu werden hier weitere Eichen aufgelistet.
Die Dicke einer Eiche wird auch oft verwendet, um deren Alter grob zu schätzen. Eine weitere Methode ist die Schätzung anhand von geschichtlichen Überlieferungen. Da das älteste Holz aus dem Zentrum des Stammes fehlt, ist weder eine Jahresringzählung noch eine Radiokohlenstoffdatierung möglich.
Die älteste Eiche Deutschlands soll die Femeiche in Raesfeld-Erle im Kreis Borken sein, deren Alter aufgrund der Dicke auf 600 bis 850 Jahre geschätzt wird. Für die älteste Eiche Europas kommen drei Exemplare in Frage, da die Altersschätzungen sehr ungenau sind. Die 1000-jährige Eiche Bad Blumau (Oststeiermark) wird auf über 1200 Jahre geschätzt, eine Stieleiche in Bulgarien im Ort Granit, Bezirk Stara Zagora auf 1640 Jahre und die Königseiche in Dänemark im Naturschutzgebiet Jægerspris Nordskov auf der Halbinsel Hornsherred wird auf 1400 bis 2000 Jahre taxiert.
Weitere bekannte Eichen:
- Betteleiche im Nationalpark Hainich: 600- bis 800-jährige Eiche mit 13 Meter Höhe, 5,6 Meter Umfang und geteiltem Stamm
- Blüchereiche in Ratekau
- Bräutigamseiche in Dodau bei Eutin
- Dicke Eiche (Eisenach) in Berteroda: 1000-jährige Stieleiche, Umfang 9,62 Meter und 16 Meter Höhe
- Chełmoński-Eiche, Radziejowice (Woiwodschaft Masowien) in Polen
- Donareiche in Fritzlar (Nordhessen)
- Sieben-Brüder-Eiche in Friesack (Brandenburg)
- Grafeneiche in Harsum-Asel, Niedersachsen, Alter etwa 1000 Jahre
- Grenzwalleiche am Limes
- Hüter des Feldes bei Lichtenfels (Oberfranken) (ca. 1000 Jahre)
- Kaisereichen
- Linden-Eiche, North Bethesda, Maryland, Vereinigte Staaten
- Luthereichen
  - Luthereiche (Wittenberg)
- Olympia-Eichen
- Pommersche Grenzmal-Eiche bei Lutzig (Stare Ludzicko) in Hinterpommern; Stammumfang (1924) 9,5 Meter
- Russeneichen
  - Russeneiche (Rehbach), Stammumfang 5 Meter, Alter 200 Jahre, bei Rehbach im Odenwald
  - Russeneiche (Ispringen)
- Sokół-Eiche in Polen
- Stiftsgerichtseiche in Bassum, Stammumfang 5,05 Meter, Höhe 23 Meter
- Stundeneiche bei Ludwigsfelde (Brandenburg)
- Zigeunereiche in Polen

## Weiterführende Literatur
- Carl August Bolle: Die Eichenfrucht als menschliches Nahrungsmittel. In: Zeitschrift des Vereins für Volkskunde. Band 1, 1891, S. 138–148.
- T. Denk, G. W. Grimm, P. S. Manos, M. Deng, A. L. Hipp: An Updated Infrageneric Classification of the Oaks: Review of Previous Taxonomic Schemes and Synthesis of Evolutionary Patterns. Oaks Physiological Ecology. Exploring the Functional Diversity of Genus Quercus L. Springer International Publishing, 2017.
- Joachim Krahl-Urban: Die Eichen. Forstliche Monographie der Traubeneiche und der Stieleiche. Parey, Hamburg 1959.
- Wolf Dieter Becker: Von verkohlten Nahrungsvorräten, geheimnisvollen Wällen und bitteren Mahlzeiten – Archäobotanische Untersuchungen in Westfalen. (S. 191–194) In: Ein Land macht Geschichte Archäologie in Nordrhein-Westfalen. Köln 1995, ISBN 3-8053-1801-4.